# Surmaq
Sourmagh (persană سورمق) este un oraș din Abadeh, Iran. La recensământul din 2006 avea 3.116 de locuitori în 917 familii.
Lida Khezerzadeh Qahbeh Pedarsookhteh (Farshta Mam xdr) Midya, Wefa